# Щербаков, Михаил Александрович (музыкант)
Михаил Александрович Щербаков (род. 1951) — советский и российский дирижёр Академического симфонического оркестра Самарской государственной филармонии. Народный артист Российской Федерации (2001).

## Биография
Родился 15 апреля 1951 года в городе Свердловске (ныне Екатеринбург), его мать была пианисткой.
В 1969 году окончил среднюю специальную музыкальную школу при Уральской государственной консерватории (УГК). С 1973 по 1975 год работал в оркестре Свердловского театра юного зрителя и одновременно учился в Уральской государственной консерватории по классу скрипки у профессора Н. А. Шварца.
По окончании Уральской консерватории, с 1975 по 1985 год Михаил Щербаков работал первым концертмейстером оркестра Свердловского академического театра оперы и балета под руководством дирижёра Е. В. Колобова. В 1982—1985 годах продолжил своё образование в классе оперно-симфонического дирижирования УГК у профессора М. И. Павермана, после чего 1986 по 1988 год работал вторым дирижёром в оркестрах городов Грозный и Ярославль..
С 1988 по 1991 год М. А. Щербаков — художественный руководитель и главный дирижёр Астраханского филармонического камерного оркестра. В 1991 году переехал в Самару и стал художественным руководителем и главным дирижёром симфонического оркестра Самарской государственной филармонии, где работает по настоящее время. В 1992 году — стал председателем областного общественного благотворительного фонда «Симфонический оркестр». С 2004 года М. А. Щербаков является профессором Самарской академии искусства и культуры.
Под руководством Михаила Александровича симфонический оркестр Самарской государственной филармонии впервые провел успешные гастроли в столичных концертных залах; также впервые в своей истории оркестр начал выезжать на зарубежные гастроли, выступив в Тунисе (1993), Пекине (1994), в городах Испании (1996, 2005, 2007), Германии (1997, 2005) и Бельгии (2005). Кроме этого оркестр посетил Канаду (1989), США (1996), Кубу (1997), Великобританию (2003, 2004), Сербию (2004), Италию (2007), Вьетнам (2006). Весьма широк творческий диапазон дирижёра — под его руководством в исполнении оркестра прозвучали симфонии Л. Бетховена, И. Брамса, П. Чайковского, С. Рахманинова, А. Бородина, С. Прокофьева, Д. Шостаковича, а также Г. Малера, А. Брукнера, Р. Штрауса, Р. Вагнера, К. Дебюсси и М. Равеля.

## Награды
- Медаль ордена «За заслуги перед Отечеством» II степени (1996)
- Народный артист Российской Федерации (2001)
- Заслуженный деятель искусств Российской Федерации (31 декабря 1992) — за заслуги в области искусства
- В октябре 2016 года на съезде Международного союза музыкальных деятелей в Москве Михаилу Щербакову было присвоено звание «Заслуженный деятель музыкального искусства»[3]